# Scutogerulus boettgerschnackae
Scutogerulus boettgerschnackae is een eenoogkreeftjessoort uit de familie van de Arietellidae. De wetenschappelijke naam van de soort is voor het eerst geldig gepubliceerd in 2004 door Ohtsuka & Boxshall.